# Le Prince Éric (bande dessinée)
Le Prince Éric est une série de bande dessinée illustrée par Alain d'Orange, sur un scénario de Serge Dalens qui adapte trois de ses romans Le Prince Éric. Sont ainsi adaptés Le Bracelet de vermeil, Le Prince Éric et La Tache de vin, qui paraissent de 1966 à 1968 dans J2 Jeunes.
D'autres adaptations en bande dessinée ont lieu ou sont envisagées par la suite, notamment par Francis Bergèse et Erik Arnoux.

## Historique de la série
Les trois volets de cette adaptation du Prince Éric en bande dessinée paraissent en épisodes « à suivre » dans la revue J2 Jeunes. Le premier, Le Bracelet de vermeil, y est publié en 1966, à partir du numéro 22 du 2 février 1966 ; le deuxième, Le Prince Éric, en 1966-1967 ; le troisième, La Tache de vin, en 1967,,.

## Auteurs
Serge Dalens est l'auteur de la série de romans Le Prince Éric, parus de 1937 à 1946. Pierre Joubert illustre ces romans, et exécute de nouvelles illustrations pour les rééditions successives de 1953 à 1984.
À partir des romans, Dalens écrit les scénarios de cette adaptation en bande dessinée. Alain d'Orange en assure les illustrations,. Il s'inscrit dans la lignée de Pierre Joubert, par le type de représentation et la vivacité du trait. Dufourmantelle remarque particulièrement la « vie extraordinaire » mise en scène dans une « séquence superbe » réalisée par Alain d'Orange pour le passage sur l'échelle de fer, dans La Tache de vin.

## Parutions
Les trois épisodes paraissent dans la revue J2 Jeunes, revue qui a succédé à Cœurs vaillants :
- Le Bracelet de vermeil, par Alain d'Orange et Serge Dalens, dans J2 Jeunes, du no 22 au no 38, 1966[8],[9], 34 planches ;
- Le Prince Éric, par Alain d'Orange et Serge Dalens, dans J2 Jeunes, du no 50 de 1966 au no 7 de 1967[8],[10], 30 planches ;
- La Tache de vin, par Alain d'Orange et Serge Dalens, dans J2 Jeunes, du no 22 au no 31, 1967[8],[11].

## Autres adaptations en bande dessinée
Francis Bergèse est l'auteur des illustrations d'une autre adaptation en bande dessinée. Il dessine ainsi Le Bracelet de vermeil, aux éditions MCL, en 1970.
Pour une nouvelle adaptation projetée, le dessinateur Erik Arnoux est pressenti et exécute en 1984 plusieurs dessins et une planche d'essai du Prince Éric, mais ce projet n'aboutit pas ; Dufourmantelle le regrette à la vue de ces dessins qu'il trouve très expressifs.